# San Giovanni in Oleo
San Giovanni in Oleo je malý římský kostel, zasvěcený Janu Evangelistovi Na tomto místě byl, dle legendy, málem umučen. Stojí u Porta Latina v rione Celio.

## Legenda
Dle pověsti, roku 92, zde Jan podstoupil ponoření do vařícího oleje, za přítomnosti samotného Domitiána. Apoštol toto přežil a přihlížející dav pro něj žádal milost; Domitián jej vykázal do exilu na malý ostrov Patmos, kde Jan napsal Zjevení. Krátce poté zemřel v Efesu.

## Budova
Současná stavba má podobu oktagonální renesanční kaple ze 16. století. San Giovanni in Oleo je připisován Bramantemu a da Sangallovi. Později byl zrestaurován Borrominim, který změnil střechu a instaloval kříž. Na dveřích je znak francouzského preláta Benedetta Adama, s mottem "Au plaisir de Dieu". Fresku (1716) zobrazující sv. Jana namaloval Lazzaro Baldi.